# 타카미네 히데코
타카미네 히데코(일본어: 高峰 秀子, 1924년 3월 27일 ~ 2010년 12월 28일)는 일본의 배우이다.

## 영화
- 부운
- 무호마츠의 일생

## 수상
- 일본 아카데미상
- 마이니치 영화 콩쿠르
- 블루리본상
- 키네마 준보